# Joseph Paneth
Joseph Paneth (Viena, 6 de octubre de 1857 - Viena, 4 de enero de 1890) fue un médico y fisiólogo austríaco de origen judío. Es recordado principalmente por realizar el descubrimiento y descripción en 1888 de unas células situadas en las criptas de Lieberkühn del intestino delgado que secretan sustancias con actividad antimicrobiana, las cuales en su honor reciben el nombre de células de Paneth.
Estudió medicina en las universidades de Heidelberg y Viena, donde trabajó con el fisiólogo Ernst Wilhelm von Brücke (1819-1892). Después de una corta estancia en la Universidad de Breslau, regresó a Viena, donde en 1886 fue nombrado profesor. En el periodo 1883-84 trabajó en la estación zoológica de Villefranche, cerca de Niza.
Fue amigo del psicoanalista Sigmund Freud, quien hizo una referencia póstuma a Paneth en  su obra "La interpretación de los sueños".  También mantuvo correspondencia con el filósofo Friedrich Nietzsche. Fue padre del químico Friedrich Paneth (1887-1958). Falleció muy joven, víctima de la tuberculosis.